# Неологізм
Неологі́зм (від грец. νέος — «молодий, новий» і λογισμός — «судження, вислів») або новотві́р — новостворений термін, авторське слово або фраза, що перебуває в процесі входження в загальне використання і ще не включена до загальновживаної мови. 
Неологізми — категорія історично змінна, один з розрядів пасивного словника, тобто це одиниці, які ще не встигли ввійти (або вже не ввійдуть, оскільки, виникнувши, майже відразу ж і зникли) до активного слововжитку.
Неологізми виникають тому, що з'являються нові предмети та поняття.
Більшість неологізмів мають недовге життя, але деякі закріплюються в мові надовго, входять не лише в живу обігову його тканина, але і стають невіддільною частиною словесності.

## Неологізми та історизми
У радянській мовознавчій літературі традиційно аж до 1970-х pp. як неологізми подавалися слова: орденоносець, колгосп, жовтеня, хата-читальня, стахановець і тому подібні, хоча як неологізми їх можна розглядати лише відносно — у плані історичної лексикології. Багато з них уже стали історизмами. Слова-неологізми поділяються на власне лексичні та семантичні («комп'ютерний вірус», «пакет пропозицій, програм»).

## Функції
Неологізми служать, з одного боку, для номінації нових чи, ще не названих понять, реалій, а з іншого — для заміни попередніх найменувань новими, зумовленої різними чинниками — тенденцією до мовної економії, уніфікації номінативних моделей, виразнішого, точнішого найменування, експресивно-стилістичного оновлення, з причин соціально-політичного, пуристичного, евфемістичного характеру та інших, наприклад: касетник замість касетний магнітофон, маг замість магнітофон, комплексувати, відфутболити кого-небудь, оператор машинного доїння замість назви малопрестижної професії доярка, доглядач будинку замість двірник. Потреба у власне номінативних неологізмах постає особливо гостро в час формування літературної мови народу або її окремих стилів, коли, зокрема, зростає роль свідомого, цілеспрямованого їх творення окремими особами (наприклад, явище «кованих слів» в останній чверті XIX ст., спроби творення термінології на національній основі І. Верхратським, інтенсивний розвиток неологізмів у період 1917 — поч. 1930-х pp.). Номінативно-експресивні неологізми особливо швидко виникають (так само й зникають) у розмовній мові, передусім у жаргонах.

## Формування
Неологізми з'являються в мові, по-перше, як власне новотворення — шляхом словотворення на основі наявних у цій мові морфем (це основний шлях: роздержавлення, доленосний), переосмислення слова та лексикалізації словосполучення, по-друге, як відносне новотворення — внаслідок запозичення мовних одиниць з інших мов (шоу, спонсор, аеробіка, ламбада, в тому числі словотвірного та семантичного калькування: євробачення, команда президента, зоряні війни, п'ятдесят на п'ятдесят) та переходу їх до загальнонародної мови з вужчих стильових сфер або територіальних різновидів (мутант, радіаційне забруднення; назви видів риб у міру їх промислового освоєння: нототенія, простипома та інші), а також актуалізації застарілих слів (наприклад, соборність, акт злуки — про возз'єднання східних і західних земель України 1919; щоправда, ці слова вживалися в мові української діаспори).

## Дослідження і вивчення
Кількість неологізмів тільки в періодиці (вона переважно і є матеріалом для їх фіксації) у розвинених мовах досягає протягом року десятків тисяч (не всі, звичайно, лишаються в мові). Переважна більшість неологізмів (до 90 %) — це терміни. Неологізми ряду мов (англійської, російської, французької, японської) фіксуються і досліджуються в центрах неології. Існують словники нових слів і значень. Неологізми української мови останніх десятиліть, зокрема суспільно-політична лексика, вивчалися здебільшого в плані загальних словотвірних, лексично-семантичних та стилістичних тенденцій розвитку (А. Москаленко, І. Шашкін, К. Ленець та інші).

## Неологізми у літературі
Індивідуально-авторські неологізми порівняно широко простежуються в мові поезії (наприклад, у М. Рильського — «розхмарене чоло», «білоодежна Дездемона», «празима»; у П. Тичини — «незриданні сльози», «весніти», «яблуневоцвітно»), у прозових гумористично-сатиричних творах (в Остапа Вишні — «селозатори міста» за зразком «урбанізатори села», «місто замайданилось»), у мові таких літературних напрямів, як футуризм (М. Семенко та інші) неологізми протиставляються застарілим словам.